# Electronic Arts
Electronic Arts Inc. (EA) — американська корпорація зі штаб-квартирою в Редвуд-Сіті, Каліфорнія, що спеціалізується на розробці та виданні відеоігор. Заснована у травні 1982 року колишнім співробітником Apple Тріпом Гокінсом, вона стала піонером індустрії відеоігор для домашніх комп'ютерів. У перші роки компанія займалася видавництвом численних ігор і навіть програм для персональних комп'ютерів, розроблених сторонніми фахівцями або командами. Проте у 1987 році, після випуску Skate or Die!, EA змінили стратегію, зосередившись на створенні власних ігрових студій, часто через придбання інших компаній. 
EA розробляє та випускає ігри у відомих франшизах, серед яких Battlefield, Need for Speed, The Sims, Medal of Honor, Command & Conquer, Dead Space, Mass Effect, Dragon Age, Army of Two, Apex Legends і Star Wars. Окрім цього, компанія випускає спортивні серії під брендом EA Sports, такі як FC, FIFA, Madden NFL, NBA Live, NHL, PGA та UFC.

## Історія

Оригінальний логотип Electronic Arts 1982—1999, розроблений Баррі Дойчем

### Заснування і перші успіхи (1982—1991)
Тріп Гокінс працював у компанії Apple Inc. з 1978 року, коли та налічувала лише п'ятдесят співробітників. Протягом наступних чотирьох років ринок домашніх персональних комп'ютерів переживав стрімке зростання. До 1982 року Apple провели первинне публічне розміщення акцій (IPO) і увійшли до списку Fortune 500, маючи понад тисячу працівників. У лютому 1982 року Дон Валентайн з Sequoia Capital порадив Гокінзу залишити Apple, де той обіймав посаду директора з маркетингу, запропонувавши використати вільний офісний простір Sequoia Capital для запуску власної компанії. 27 травня 1982 року Тріп Гокінз зареєстрував і заснував компанію під назвою Amazin' Software, зробивши власний внесок у $200 тис.
Протягом початкових семи місяців, за підтримки свого першого співробітника Річа Мелмона, з котрим вони раніше працювали у маркетинговому відділі Apple, Тріп Гокінз розробляв бізнес-план компанії. Оригінальний план було створено переважно самим Гокінзом на комп'ютері Apple II в офісі Sequoia Capital у серпні 1982 року. У цей період Гокінз також залучив ще двох колишніх співробітників Apple, Дейва Еванса та Пета Маріота, на посади продюсерів, а також свого однокурсника зі Стенфорда Джеффа Бертона, який раніше працював у Atari, для розвитку міжнародного бізнесу. У вересні бізнес-план було доопрацьовано, а 8 жовтня 1982 року — перевидано. До листопада кількість співробітників компанії зросла до 11 осіб, серед яких були Тім Мотт, Бінг Ґордон, Девід Мейнард і Стів Гейз. Через нестачу місця в офісі Sequoia Capital компанія переїхала до нового офісу в Сан-Матео.
Під час реєстрації компанії Тріп Гокінз спочатку обрав назву Amazin' Software, але інші співробітники одностайно забракували цю назву. У результаті в листопаді 1982 року компанію перейменували на Electronic Arts. На виїзній зустрічі у Пахаро-Дюнс Гокінз поділився своїм баченням програмного забезпечення як форми мистецтва, а розробників назвав «художниками програмного забезпечення». Одна з версій бізнес-плану пропонувала назву «SoftArt». Гокінз і Мелмон звернулися до засновників Software Arts (творців VisiCalc), за згодою на використання такої назви, на що отримали заборону від Дена Брікліна, що вважав її занадто схожою на назву власної компанії. Тоді, надихнувшись популярною в той час книгою про кінокомпанію United Artists, Гокінз вирішив використати подібний підхід. Йому подобалося слово «electronic» (укр. електронний) і разом зі співробітниками розглядалися такі варіанти назв, як «Electronic Artists» (укр. Електронні художники) і «Electronic Arts» (укр. Електронне мистецтво). Після багатьох обговорень назву «Electronic Arts» затвердили наприкінці 1982 року.
Гокінз залучив в свою компанію людей, що раніше працювали у Apple, Atari, Xerox PARC і VisiCorp, а також переконав Стіва Возняка увійти до складу ради директорів. Гокінз мав намір продавати продукцію безпосередньо покупцям, що у поєднанні з інноваційним підходом до створення нових ігрових брендів, ускладнювало справу, так як рітейлери віддавали перевагу відомим брендам, які постачалися через перевірених дистрибуторів. Проте, зайнявший посаду віцепрезидента з продажів наприкінці 1984 року Ларрі Пробст, допоміг суттєво розширити компанію. Його стратегія прямого продажу рітейлерам дозволила Electronic Arts отримати значно вищу рентабельність і глибше розуміння потреб ринку. Завдяки цим конкурентним перевагам компанія змогла швидко обійти своїх суперників та зміцнити позиції лідера тогочасної індустрії.
Просування розробників було однією з характерних рис ранніх днів EA. Ігри продавалися в квадратних упаковках, створених за зразком обкладинок музичних альбомів. Гокінс вважав, що такий дизайн упаковки не лише зекономить кошти, а й надасть продуктам мистецького вигляду. EA регулярно називали своїх розробників «художниками», розміщуючи їхні фотографії у своїх іграх та повноформатних рекламних оголошеннях у журналах.
У середині 1980-х років Electronic Arts активно просували продукцію для комп'ютера Amiga, що вийшов на ринок у 1985 році. Компанія Commodore надала EA інструменти для розробки та прототипи машин ще до офіційного запуску Amiga. Для Amiga EA випустили низку неігрових, але знакових програм, зокрема програму для малювання Deluxe Paint (1985), що невдовзі стала найпопулярнішим програмним забезпеченням для цієї платформи. Крім того, саме Джеррі Моррісон із EA запропонував ідею формату файлів, який міг би одночасно зберігати зображення, анімації, звуки та документи, а також бути сумісним із програмами сторонніх розробників. Він розробив і випустив у публічний доступ Interchange File Format (IFF), який незабаром став стандартом для Amiga. Серед інших програм розробники EA випустили Deluxe Music Construction Set, Instant Music і Deluxe Paint Animation. Деякі з них, зокрема Deluxe Paint, були портовані на інші платформи. Для Macintosh EA випустили чорно-білий інструмент для анімації під назвою Studio/1, а також серію графічних редакторів Studio/8 і Studio/32 (1990).
У 1987 році EA випустили Skate or Die!, свою першу гру, розроблену внутрішньо. Попри це, компанія продовжувала видавати ігри сторонніх розробників, водночас експериментуючи зі стратегією власної розробки. Це заклало початок майбутньої стратегії EA придбання фінансово успішних компаній та запровадження розкладу щорічного випуску ігрових серій, що значно скорочувало витрати на розробку. Через захоплення Тріпа Гокінса ідеєю симуляції спортивних ігор він уклав контракт із футбольним тренером Джоном Медденом, що стало початком розробки та щорічного випуску ігор серії Madden NFL.
У 1988 році Electronic Arts випустили ексклюзивний для Amiga ігровий симулятор польотів F/A-18 Interceptor, що використовував передову для свого часу графіку. Ще однією значущою грою для Amiga (спочатку також доступною для Atari ST, а згодом портованою на інші платформи) стала Populous (1989), розроблена Bullfrog Productions. Ця гра стала піонером у жанрі, який пізніше отримав назву «гра в бога». У 1990 році Electronic Arts почали випускати ігри для консолей, зокрема для Nintendo Entertainment System, тоді як раніше компанія лише ліцензувала свою продукцію іншим видавцям консольних ігор.

### Подальше розширення (1991—2007)
У 1991 році Тріп Гокінс пішов з посади генерального директора, передавши керівництво Ларрі Пробсту. Згодом Гокінс заснував 3DO Company та до липня 1994 року залишався головою ради директорів EA. У жовтні 1993 року 3DO розробили ігрову консоль 3DO Interactive Multiplayer, яка на той час була найпотужнішою на ринку. Критично налаштований щодо ігрових консолей, Гокінс створив пристрій, який, на відміну від конкурентів, не потребував ліцензії від стороннього виробника і був орієнтований на ринок персональних комп'ютерів. Electronic Arts стали головним партнером 3DO, демонструючи на консолі свої найновіші ігри. Однак з роздрібною ціною в $700 (еквівалентно $1500 на 2023 рік) у порівнянні зі $100 у конкурентів, цей продукт не здобув фінансового успіху. У 1995 році з появою доступнішої та потужнішої PlayStation від Sony пристрій остаточно втратив конкурентоспроможність і Electronic Arts припинили його підтримку.
У 1994 році Electronic Arts та THQ підписали ліцензійну угоду на розробку та випуск John Madden Football, FIFA International Soccer, Shaq Fu, Jungle Strike та Urban Strike для різних ігрових консолей. У 1995 році Electronic Arts отримали нагороду Європейської виставки комп'ютерних технологій як «Найкращий видавець програмного забезпечення». Продовжуючи розширюватися, у 1995 році для нової штаб-квартири компанія придбала ділянку в Редвуд-Шорс, Каліфорнія, будівництво якої завершили в 1998 році. На початку 1997 року видання Next Generation назвало Electronic Arts єдиною компанією, яка стабільно отримувала прибуток від відеоігор протягом останніх п'яти років, і зазначило, що її послужний список у створенні якісних ігор був «безпрецедентним». У 1999 році EA замінили свій логотип та почали впроваджувати структуру з фокусом на окремих брендах Westwood Studios, Maxis, Jane's Combat Simulations, Bullfrog Productions і Gonzo Games (у 2000 році перейменований на EA Games). Бренд EA Sports зберігся для основних спортивних ігор, а новий лейбл EA Sports Big використовували для казуальних спортивних ігор з аркадними елементами, повна назва Electronic Arts, в свою чергу, застосовувалася для відеоігор, створених у співпраці з іншими компаніями або розповсюджуваних через партнерські угоди. У 2001 році EA почали перехід до прямого поширення цифрової продукції, придбавши популярний онлайн-ігровий сайт Pogo, а у 2009 році компанія також придбала лондонський стартап Playfish.
У грудні 1997 року EA припинили співпрацю з японською компанією Victor Entertainment у межах спільного підприємства Electronic Arts Victor, викупивши 35% акцій Victor. 1 травня 1998 року EA оголосили про створення двох спільних підприємств зі Square. Перше, Electronic Arts Square K.K., займалося випуском ігор Electronic Arts у Японії та, зокрема, розробило X-Squad для PlayStation 2. Друге, Square Electronic Arts L.L.C., займалося виданням ігор Square у Північній Америці. Square називали це партнерство успішним, адже це дозволило компанії випустити більше своїх ігор на ринок Північної Америки. У лютому 2003 року, напередодні злиття Square та Enix у компанію Square Enix, було оголошено про розпуск обох партнерств. Кожна зі сторін викупила частку іншої в спільних підприємствах. Electronic Arts Square було перейменовано на Electronic Arts K.K., яка з того часу займалася самостійним випуском ігор EA у Японії, тоді як Square Electronic Arts було інтегровано до північноамериканського підрозділу Square Enix.
У 2004 році після того як успішна гра ESPN NFL Football від Sega забрала частку ринку в серії Madden NFL під час святкового сезону, EA уклали кілька великих контрактів у сфері спортивних симуляторів. Серед них була ексклюзивна угода з NFL і 15-річний контракт з ESPN, укладений у січні 2005 року. Ця угода надала EA ексклюзивні права першочергового використання контенту ESPN для своїх спортивних симуляторів. 11 квітня 2005 року EA уклали схожу 6-річну угоду з Collegiate Licensing Company, яка надала їм ексклюзивні права на контент, пов'язаний із аматорським футболом. 1 лютого 2006 року Electronic Arts оголосили про скорочення свого персоналу на 5%. 20 червня 2006 року EA придбали компанію Mythic Entertainment, що як раз працювала над Warhammer Online.
Багато в чому успіх EA з точки зору продажів і ринкової вартості акцій, пояснюється їхньою стратегією платформонезалежної розробки та створенням сильних багаторічних франшиз. EA стали першим видавцем, який почав випускати щорічні оновлення своїх спортивних франшиз — Madden, FIFA, NHL, NBA Live, PGA тощо — з оновленими списками гравців, невеликими покращеннями графіки та ігрового процесу. Усвідомлюючи ризик «втоми від франшиз» серед споживачів, EA у 2006 році оголосили, що зосередять більше зусиль на створенні нової оригінальної ІВ. У вересні 2006 року Nokia та EA уклали партнерство, в межах якого EA стали ексклюзивним постачальником мобільних ігор для пристроїв Nokia через платформу Nokia Content Discoverer.

### Зміна стратегії (2007—2013)
У лютому 2007 року Ларрі Пробст залишив посаду генерального директора, залишившись у складі ради директорів. Його наступником став Джон Річітелло, обраний самим Пробстом. До цього Річітелло працював у EA протягом кількох років, тимчасово покинувши компанію, для роботи у Elevation Partners, Sara Lee та PepsiCo. У червні 2007 року Річітелло оголосив про реорганізацію компанії. Було вирішено створити чотири окремі підрозділи (лейбли), кожен з яких мав відповідати за власну розробку та випуск продуктів (модель «міста-держави»). Метою реорганізації було надати підрозділам більше автономії, оптимізувати процес ухвалення рішень, підвищити рівень креативності й якості, а також прискорити вихід ігор на ринок. Ця реорганізація змінила багаторічну політику консолідації та поглинання менших студій. У 2008 році, під час саміту DICE, Річітелло назвав попередній підхід «купуй і асимілюй» помилкою, оскільки це часто позбавляло невеликі студії їх творчого потенціалу. Він зазначив, що модель «міста-держави» дозволяє незалежним розробникам зберігати значну автономію, навівши прикладом Maxis і BioWare, що на той час демонстрували високі результати в нових умовах.
У 2007 році EA випустили кілька ігор зі своїх ключових франшиз на платформі Mac, зокрема Battlefield 2142, Command & Conquer 3: Tiberium Wars, Crysis, Harry Potter and the Order of the Phoenix, Madden NFL 08, Need for Speed: Carbon та Spore. Усі нові ігри були адаптовані для Macintosh за допомогою технології Cider, розробленої компанією TransGaming. Ця технологія дозволяє комп'ютерам на базі Intel запускати Windows-ігри в операційній системі Mac OS X. Однак ці ігри не підтримувалися на комп'ютерах із процесорами PowerPC.
У лютому 2008 року стало відомо, що Electronic Arts, намагаючись закріпити за собою статус провідного видавця, зробили пропозицію про поглинання конкурентної компанії Take-Two Interactive. Спочатку EA запропонували угоду готівкою за ціною $25 за акцію та, після відмови Take-Two, підвищили свою пропозицію до $26, що становило близько $2 млрд та перевищувало актуальну тоді ціну акцій Take-Two у 64%. У травні 2008 року EA оголосили про придбання активів південнокорейського розробника та видавця мобільних ігор Hands-On Mobile Korea, яких перейменували у EA Mobile Korea. Станом на 6 листопада 2008 року EA оголосили про закриття підрозділу Casual Label, який в подальшому об'єднається з партнерством Hasbro та підрозділом The Sims Label. Також було підтверджено вихід з компанії Кеті Врабек, яка обіймала посаду президента EA Casual Division з травня 2007 року. Тоді ж компанія скоротила 6% своїх працівників (близько 600 робочих місць) і зафіксувала чистий збиток у розмірі $310 млн за квартал.
Через економічну кризу 2008 року компанія зіткнулася з гіршими, ніж очікувалося, результатами протягом святкового сезону 2008 року. У лютому 2009 року EA скоротили приблизно 1,100 робочих місць, що становило близько 11% всього штату. Крім того, було закрито 12 студій. У телефонній конференції з журналістами генеральний директор Джон Річітелло зазначив, що слабкі показники компанії в четвертому кварталі були зумовлені не лише економічними труднощами, але й відсутністю блокбастерів серед випущених ігор у цьому кварталі, через що станом на 31 грудня 2008 року, компанія зазнала збитків у розмірі $641 млн. 2 лютого 2009 року компанія Ludlum Entertainment підписала угоду з Electronic Arts, надавши їм ексклюзивні права на створення відеоігор за творами Роберта Ладлама. На початку травня 2009 року дочірня студія EA Redwood Shores змінила назву на Visceral Games. 24 червня 2009 року EA оголосили про об'єднання двох своїх студій, BioWare та Mythic, у єдину структуру, яка мала стати потужним центром для створення рольових ігор і MMO. Таким чином Mythic перейшла під керівництво BioWare, де Рей Музіка та Грег Зещук отримали безпосередній контроль над новим об'єднанням. До осені 2012 року Музіка і Зещук вирішили залишити компанію, про що було оголошено у спільній заяві про їхню відставку.
9 листопада 2009 року EA оголосили про скорочення 1,500 працівників, що становило 17% всього штату, у ряді студій, включаючи EA Tiburon, Visceral Games, Mythic і EA Black Box. Також під скорочення потрапили «проєкти та підтримуючі заходи», які, за словами фінансового директора Еріка Брауна, «не мають економічного сенсу», що призвело до закриття популярних спільнот Battlefield News та EA Community Team. Ці скорочення також стали причиною повного закриття Pandemic Studios.
У жовтні 2010 року EA оголосили про придбання за $20 млн готівкою британського видавця ігор Chillingo, раніше випустив такі популярні ігри як Angry Birds та Cut the Rope, але угода не включала ці ІВ, тому Cut the Rope почала публікувати компанія ZeptoLab, а Angry Birds — Rovio Entertainment. У травні 2011 року EA повідомили про доходи у розмірі $3,8 млрд за фінансовий рік, а у січні 2012 року доходи перевищили $1 млрд.
У червні 2011 року EA запустили Origin — онлайн-сервіс для продажу відеоігор безпосередньо споживачам. Приблизно в той же час Valve затвердили зміни в політиці свого цифрового магазину, що забороняли ігри з внутрішньоігровими покупками через будь-який сервіс крім Steam. У результаті кілька ігор EA, зокрема Crysis 2, Dragon Age II та Alice: Madness Returns, було видалено з платформи у 2012 році. Хоча EA випустили нову версію Crysis 2, яка включала весь завантажуваний контент без функцій магазину, компанія не публікувала свою продукцію на Steam аж до 2019 року, натомість продаючи її через Origin. У липні 2011 року EA придбали PopCap Games — компанію, що створила такі ігри, як Plants vs. Zombies, Peggle та Bejeweled. У 2012 році EA продовжили свій перехід до цифрової дистрибуції, інтегрувавши мобільно-орієнтований підрозділ EA Interactive (EAi) в інші структурні підрозділи компанії.

### Партнерство з Disney та монетизація (2013—2022)
18 березня 2013 року Джон Річітелло оголосив, що покине посаду генерального директора та члена Ради директорів 30 березня 2013 року. У цей же день Ларрі Пробст був призначений виконавчим головою компанії. У вересні 2013 року новим генеральним директором EA було призначено Ендрю Вілсона. У квітні 2013 року EA оголосили про реорганізацію, яка включала скорочення 10% штату, консолідацію маркетингових функцій, що раніше були розподілені між п'ятьма організаціями під різними брендами, а також передачу операційного керівництва Origin президенту Labels. У травні 2013 року EA отримали ексклюзивну ліцензію на розробку ігор у всесвіті Star Wars від Disney. Це сталося невдовзі після закриття Disney внутрішнього підрозділу розробки ігор LucasArts. Ліцензія діяла з 2013 до 2023 року, і EA почали розподіляти нові проєкти Star Wars серед кількох своїх внутрішніх студій, таких як BioWare, DICE, Visceral Games, Motive Studios, Capital Games, а також зовнішнього розробника Respawn Entertainment.
У квітні 2015 EA оголосили, про закриття кількох безкоштовних ігор, включаючи Battlefield Heroes, Battlefield Play4Free, Need for Speed: World і FIFA World в липні того ж року. Реорганізація та переглянута маркетингова стратегія призвели до поступового зростання вартості акцій, ціна яких сягнула рекордного рівня у $71,63 в липні 2015 року. Підйом частково пояснювався великими очікуваннями щодо перезапуску Star Wars Battlefront, яка вийшла за місяць до релізу фільму «Зоряні війни: Пробудження сили», що також викликав значний інтерес. Під час виставки E3 2015 віце-президент EA Патрік Содерлунд оголосив, що компанія почне інвестувати в менші проєкти, на кшталт Unravel, щоб урізноманітнити свій портфель ігор. 10 грудня 2015 року EA оголосили про створення нового підрозділу Competitive Gaming Division під керівництвом Пітера Мура, що зосередиться на організації кіберспортивних подій.
У травні 2016 року EA сформували новий внутрішній відділ зі штаб-квартирами у Стокгольмі та Ванкувері під назвою Frostbite Labs для розробки проєктів на платформах віртуальної реальності. У жовтні 2017 року EA оголосили про закриття Visceral Games, що працювали над грою у всесвіті Star Wars. Хоча компанія офіційно не пояснила причин закриття, експерти ігроіндустрії вважають, що EA були стурбовані тим, що гра, орієнтована переважно на однокористувацький режим, буде складною для монетизації.
Оригінальний підхід EA до мікротранзакцій у Star Wars Battlefront II спричинив масштабні дискусії в ігровій індустрії щодо використання лутбоксів. Хоча лутбокси вже були присутні в інших тайтлах, у початковій версії Battlefront II, що вийшла в жовтні 2017 року, EA широко використовували механіку pay-to-win, що викликало хвилю невдоволення серед гравців і журналістів. Перед повноцінним релізом у листопаді 2017 року EA знизили деякі ціни, але, за повідомленнями, компанія отримала від Disney вказівку повністю вилучити мікротранзакції, поки не буде знайдено більш справедливу модель. До березня 2018 року EA запровадили оновлену систему монетизації, однак скандал навколо лутбоксів Battlefront II призвів до падіння вартості акцій EA на 8,5%, приблизно $3,1 млрд протягом місяця, та негативно позначився на фінансових показниках компанії в наступних кварталах. Крім того, через широкий розголос цього випадку уряди різних країн розпочали обговорення питання, чи можна вважати лутбокси формою азартних ігор і щодо їхнього регулювання.
У січні 2018 року EA оголосили про створення eMLS — нової кіберспортивної ліги для FIFA 18 у співпраці з Competitive Gaming Division (CGD) та MLS. Того ж місяця EA уклали багаторічну угоду з ESPN та Disney XD щодо трансляції кіберспортивних матчів Madden NFL по всьому світу. 14 серпня 2018 року Патрік Содерлунд оголосив про свій вихід з EA, залишивши посади віцепрезидента та головного конструктора після дванадцяти років роботи в компанії. Після його відставки підрозділ SEED було переведено до складу студій EA, а команди EA Originals і EA Partners стали частиною підрозділу Strategic Growth.
6 лютого 2019 року, після невдалого маркетингу та змішаних рецензій Battlefield V, акції Electronic Arts обвалилися на 13,3%. Ситуація різко змінилася після несподіваного релізу Apex Legends, який спричинив зростання акцій на 9,6%. Гра за тиждень залучила 25 млн гравців, значно перевершивши тодішній рекорд Fortnite у 10 млн гравців за два тижні. Напередодні завершення фінансового кварталу 31 березня 2019 року генеральний директор EA, Ендрю Вілсон, оголосив про скорочення приблизно 350 робочих місць (близько 4% персоналу), переважно в маркетинговому, видавничому та операційному відділах.
У жовтні 2019 року EA оголосили про повернення своїх ігор у Steam, починаючи з релізу Star Wars Jedi: Fallen Order у листопаді того ж року. Хоча EA продовжили продажі через власний торговий майданчик Origin, вихід на Steam був покликаний розширити аудиторію та залучити більше гравців. На тлі локдаунів через COVID-19 та зростання попиту на онлайн-ігри дохід EA у першому кварталі 2020 року зріс до $1,4 млрд. 18 серпня 2020 року компанія провела ребрендинг своїх сервісів EA Access та Origin, об'єднавши їх під єдиною назвою EA Play.
У грудні 2020 року EA зробили пропозицію про придбання британського розробника Codemasters, відомого своїми автосимуляторами, запропонувавши $1,2 млрд та перевершивши пропозицію від Take-Two Interactive. Угоду було завершено 18 лютого 2021 року, коли всі акції Codemasters перейшли у власність Codex Games Limited, дочірньої компанії EA.
У січні 2021 року Disney оголосили про відродження бренду Lucasfilm Games і анонсували нові проєкти, зокрема нову гру за мотивами Star Wars, яку мали розробляти Ubisoft з орієнтовним випуском у 2023 році. Це свідчило про те, що ексклюзивна десятирічна ліцензія, надана EA у 2013 році на створення ігор Star Wars, ймовірно, не була продовжена. Попри це, EA зберегли неексклюзивну ліцензію на ігри за всесвітом «Зоряних війн» і запевнили про подальший випуск нових проєктів у цій франшизі. Станом на лютий 2021 року продажі ігор EA по франшизі Disney перевищили 52 млн копій, а загальний дохід з них склав понад $3 млрд. Після шестирічної перерви у випуску спортивних симуляторів NCAA через юридичні суперечки щодо використання зовнішності студентів-спортсменів, EA у лютому 2021 року оголосили про повернення до серії, анонсувавши EA Sports College Football, вихід якої очікувався у 2023 році. Також у лютому 2021 року компанія заявила про намір розширити свою присутність на мобільному ринку, придбавши Glu Mobile за $2,1 млрд. Угоду було завершено наприкінці квітня 2021 року.
У лютому 2021 року Суверенний фонд Саудівської Аравії придбав 7,4 млн акцій EA на суму $1,1 млрд. У травні того ж року колишній генеральний директор і чинний голова ради директорів Ларрі Пробст оголосив про свій вихід з компанії. Його місце зайняв Ендрю Вілсон, який на той момент був чинним генеральним директором EA. У червні 2021 року EA стали жертвою витоку даних — з їхніх серверів було викрадено вихідний код FIFA 21 та рушія Frostbite Engine. Компанія запевнила, що особисті дані гравців та користувачів не постраждали. Однак хакери почали продавати викрадений код у даркнеті. У липні ті ж зловмисники почали вимагати викуп у EA, погрожуючи опублікувати ще більше даних, і викладали невеликі частини вкраденої інформації у відкритий доступ, щоб підсилити тиск на компанію.
У червні 2021 року EA придбали у Warner Bros. Interactive Entertainment студію-розробника мобільних ігор Playdemic Studios, що базується в Манчестері, Англія, за $1,4 млрд. Угода відбулася після злиття Discovery, Inc. з WarnerMedia. Станом на червень 2021 року очікувалося, що процес придбання буде завершено до 2022 року. У вересні 2021 року, у звітах для SEC, компанія повідомила, що чинний фінансовий та операційний директор Блейк Йоргенсен планує залишити свою посаду до середини 2022 року. Обов'язки операційного директора перейшли до Лаури Міле, в той час як пошук нового фінансового директора ще тривав. У березні 2022 року на посаду фінансового директора було призначено Кріса Су, який раніше працював у Microsoft. У травні 2022 року з'явилася інформація, що EA розглядають можливість продажу великій медіакорпорації. Серед потенційних покупців називалися Disney, Apple та Comcast/NBCUniversal. Згідно з цими звітами, EA були близькі до фінальної угоди, за якою NBCUniversal могли б відокремитися від Comcast і включити EA до своєї структури. Також згадувалася можливість придбання компанією Amazon, проте у серпні CNBC повідомили, що Amazon втратили інтерес до поглинання EA.

### Внутрішня реорганізація та масштабні скорочення штату (2023—теперішній час)
У січні 2023 року EA скасували розробку ігор Apex Legends Mobile та Battlefield Mobile, що призвело до закриття студії Industrial Toys. 28 лютого 2023 року EA звільнили 200 тестувальників якості, що працювали над Apex Legends від Respawn Entertainment. Через місяць компанія звільнила ще 775 співробітників, що становило близько 6% всього штату. У червні 2023 року EA оголосили про внутрішню реорганізацію, згідно з якою компанія буде поділена на два підрозділи — EA Sports та EA Entertainment. Президентом EA Entertainment стала Лаура Міле, яка раніше обіймала посади головного директора студій та операційного директора. Кема Вебера, колишнього виконавчого віцепрезидента і генерального менеджера EA Sports, підвищили до президентства цього підрозділу. У складі EA Entertainment залишилися Вінс Зампелла, Саманта Райан і Джефф Карп, які продовжили керувати окремими студіями цього підрозділу. Того ж дня було оголошено, що фінансовий директор Кріс Су та керівник відділу клієнтського досвіду Кріс Бруззо покинуть компанію наприкінці місяця. На зміну їм прийшли Стюарт Кенфілд і Девід Тінсон відповідно. 23 серпня 2023 року EA оголосили про скорочення 50 працівників BioWare, що становило 20% їх персоналу. Згодом група колишніх співробітників подала до суду на EA, вимагаючи кращих умов вихідної допомоги після звільнення. У грудні 2023 року EA звільнили невідому кількість співробітників студії Codemasters.
У лютому 2024 року компанія оголосила про скорочення 670 співробітників, або 5% свого глобального штату. Ці звільнення супроводжувалися скасуванням гри у всесвіті Star Wars, а також зміною стратегії компанії — відмовою від роботи з ліцензованими франшизами на користь власних брендів. У липні 2024 року профспілка акторів SAG-AFTRA, до якої входять багато акторів відеоігор, розпочала страйк проти низки ігрових видавців, зокрема EA. Причиною стали побоювання щодо відсутності захисту від ШІ — як у контексті використання голосів акторів, так і створення їхніх цифрових копій.
У січні 2025 року стало відомо, що через незадовільні результати випущених у минулому році Dragon Age: The Veilguard та EA Sports FC 25, видавець буде змушений знизити свої фінансові прогнози. Ця заява призвела  до обвалу акцій компанії на 16%, що складає приблизно $6 млрд, всього за один день. Невдовзі також стало відомо про масові звільнення у Bioware, хоча точних даних про кількість звільнених співробітників не повідомлялося, велика кількість ключових фігур відповідальних за розробку Dragon Age: The Veilguard, включно з керівником проєкту, продюсером, головним сценаристом та іншими співробітниками повідомили про вихід з компанії.
У квітні 2025 року компанія скоротила приблизно 300 співробітників у межах масштабної реорганізації. Зокрема, близько 100 працівників було звільнено зі студії Respawn Entertainment після зупинки двох проєктів на початковому етапі розробки, серед яких — шутер у всесвіті Titanfall. Це рішення було частиною стратегії EA, спрямованої на концентрацію ресурсів на найбільш перспективних іграх та забезпечення довгострокового зростання прибутків. У травні компанія продовжила скорочення, зокрема у студії Codemasters, а також зупинила розробку серії World Rally Championship. 28 травня EA закрили студію Cliffhanger Games, що працювали над грою про Чорну пантеру.

## Політика компанії під час російсько-української війни
Після повномасштабного вторгнення російських військових сил в Україну, EA призупинили всі продажі у Росії та Білорусі на час російського вторгнення в Україну. Крім того були вилучені всі збірні та клуби держав-агресорів з ігор під лейблом EA Esports. Навесні 2023 року на торговому майданчику EA українських гравців також було виключено з «регіону країн СНД», які можуть придбати продукцію компанії виключно через російські платні сервіси за рублі, і натомість у EA Play введено національну валюту України.

## Структура компанії
З червня 2023 року компанія поділена на два основні підрозділи: EA Entertainment Technology & Central Development (скорочено EA Entertainment, раніше відома як EA Games) та EA Sports.

### EA Entertainment
- BioWare — придбано в жовтні 2007 року.[147]
- Criterion Games — придбано в серпні 2004 року.[148]
- DICE — придбано в жовтні 2006 року.[149]
  - Frostbite Labs — засновано у травні 2016 року.[150]
- EA Baton Rouge — засновано у вересні 2008 року.[151]
- EA Galway
- EA Gothenburg — засновано в березні 2011 року.[152]
- EA Korea Studio — засновано в 1998 році.
- EA Mobile[en] — засновано в 2004 році.
  - EA Capital Games — придбано у 2011 році.[153] З 2011 по 2014 рік студія мала назву BioWare Sacramento.[154]
  - EA Redwood Studios — засновано в 2016 році.
  - Firemonkeys Studios[en] — придбано в липні 2012 року.
  - Glu Mobile — придбано у квітні 2021 року.[104]
    - PlayFirst[en] — придбано Glu Mobile у вересні 2014 року.[155]

  - Playdemic — придбано EA у червні 2021 року у WarnerMedia.[156]
  - Slingshot Games
  - Tracktwenty Studios — засновано у 2012 році.
- Full Circle — засновано у 2021 році.[157]
- Maxis — придбано в липні 1997 року.[158]
- Motive Studio — засновано в липні 2015 року.[159]
- Pogo Studios[en] — придбано у березні 2001 року.[160]
- PopCap Games — придбано в липні 2011 року.[161]
- Respawn Entertainment — придбано в грудні 2017 року.[162]
- Ripple Effect Studios — засновано у травні 2013 року, раніше були дочірньою компанією DICE під назвою DICE Los Angeles,[163] були перейменовані у 2021 році.[164]

### EA Sports
- Codemasters — засновано в жовтні 1986 року, придбані EA в лютому 2021 року.[165]
- EA Cologne
- EA Madrid — засновано в жовтні 2018 року.[166]
- EA Orlando[en] — придбано у квітні 1998 року.
- EA Romania — придбано у 2006 році.
- EA Vancouver — придбано у 1991 році.
- Metalhead Software — придбано у 2021 році.[167]

### Ліквідовані
- BioWare Montreal — засновано у березні 2009 року, у серпні 2017 року об'єдналися з Motive Studio.[168]
- BioWare San Francisco — засновано як EA2D, студія була перейменована в серпні 2011 року[169] і закрита в березні 2013.[170]
- Bullfrog Productions — придбано в січні 1995 року, ліквідовано в 2001 році.
- Codemasters Cheshire — об'єдналася з Criterion Games у травні 2022 року.[171]
- Danger Close Games[en] — придбана в лютому 2000 року, студія закрилася в червні 2013 року.[172]
- EA Baltimore — заснована в 1998 році, студія закрилася в 2002 році.
- EA Black Box — придбана в червні 2002 року як Black Box Games,[173] пізніше перейменована в EA Black Box. Студія закрилася у квітні 2013 року.[174]
- EA Bright Light[en] — заснована в 1995 році як EA UK, студія була перейменована в 2008 році і закрита в жовтні 2011 року.
- EA Chicago — заснована в лютому 2004 року, студія закрилася в листопаді 2007 року.
- EA Chillingo — придбана у жовтні 2010 року,[175] штат скорочено до мінімуму у 2017 році,[176] ліквідована у червні 2023 року.[177]
- EA Japan — закрито в березні 2019 року.[178]
- EA North Carolina — закрито у вересні 2013 року.[179]
- EA Pacific[en] — придбана в серпні 1998 року під назвою Westwood Pacific, перейменована в 2002 році і закрита в 2003 році.
- EA Phenomic[en] — придбана в серпні 2006 року[180] і закрита в липні 2013 року.[181]
- EA Salt Lake[en] — придбана в грудні 2006 року і закрита в квітні 2017 року.[182]
- EA Seattle[en] — придбана в січні 1996 року і закрита в 2002 році.
- Easy Studios — заснована у 2008 році та закрита у березні 2015 року.
- Firemint — придбана у травні 2011 року та об'єднана з Iron Monkey Studios, щоб стати Firemonkeys Studios[en] у липні 2012 року.
- Hypnotix[en] — придбана в липні 2005 року, студія була приєднана до EA Tiburon[en].
- Iron Monkey Studios — придбана у травні 2011 року та об'єднана з Firemint у Firemonkeys Studios[en] у липні 2012 року.
- Industrial Toys — придбана у липні 2018 року, закрита у січні 2023 року.[183]
- Kesmai[en] — придбана в 1999 році і закрита в 2001 році.
- Mythic Entertainment[en] — придбана в липні 2006 року як EA Mythic, студія стала Mythic Entertainment у липні 2008 року, потім BioWare Mythic у червні 2009 року і знову Mythic Entertainment у 2012 році. Студія закрилася у травні 2014 року.[184][185]
- NuFX[en] — придбана в лютому 2004 року і закрита в тому ж році.
- Origin Systems[en] — придбана у вересні 1992 року і закрита в лютому 2004 року.
- Pandemic Studios — придбана в жовтні 2007 року[147] і закрита в листопаді 2009 року.[64]
- Playfish[en] — придбана в 2009 році і закрита в червні 2013 року.[186]
- Quicklime Games — закрито у квітні 2013 року.[187]
- Ridgeline Games — заснована у жовтні 2021 року,[188] закрита у лютому 2024 року.[189]
- Uprise — заснована як Uprise і придбана у 2012 році як ESN. З 2014 року студія знову стала називатися Uprise. У 2019 році вона увійшла до складу DICE Stockholm.[190]
- Victory Games — заснована в лютому 2011 року як BioWare Victory, студія була перейменована в листопаді 2012 року і закрита в жовтні 2013 року.
- Visceral Games — заснована в 1998 році як EA Redwood Shores, студія була перейменована в 2009 році[191] і закрита в жовтні 2017 року.[192]
- Waystone Games — закрилася в листопаді 2014 року.[193]
- Westwood Studios[en] — придбана в серпні 1998 року[194] і закрита в березні 2003 року.[195]
- Cliffhanger Games — засновано у травні 2021 року і ліквідована у травні 2025.[196][197]

### Лейбли

#### EA Sports
EA Sports вперше створений у 1991 році під назвою Electronic Arts Sports Network, згодом змінив назву через конфлікт із ESPN щодо торгової марки. Під цим лейблом випускаються всі спортивні ігри EA, зокрема FC, FIFA, Madden NFL, NBA Live, NHL, Tiger Woods PGA Tour, UFC, Fight Night, NCAA Football, Cricket, NCAA March Madness, NASCAR і Rugby. У 2011 році Forbes оцінили бренд EA Sports у $625 млн, що вивело його на восьме місце серед найцінніших спортивних брендів.

#### EA All Play
Бренд орієнтований на мобільні платформи, що з 2012 року випускає цифрову продукцію, зокрема The Simpsons, Tetris і Battlefield, а також настільні ігри від Hasbro, такі як Scrabble.

#### EA Competitive Gaming Division
EA Competitive Gaming Division (CGD), заснований у 2015 році Пітером Муром і нині очолюваний Тоддом Сітріном, займається організацією глобальних кіберспортивних змагань за найбільшими франшизами EA, зокрема FIFA, Madden NFL, Battlefield та іншими.

#### SEED
Search for Extraordinary Experiences Division (SEED) було представлено у 2017 році як «дослідницький центр і технологічний інкубатор», що використовує такі інструменти, як глибоке навчання та нейронні мережі, щоб враховувати досвід гравців та інші зовнішні фактори, допомагаючи створювати більш захопливі сюжети та ігри.

#### Ліквідовані
- EA Kids — підрозділ, що займався випуском освітніх ігор. У січні 1995 року EA продали цей бренд і спільно з Capital Cities/ABC[en] створили незалежну компанію ABC/EA Home Software, яка в травні того ж року увійшла до складу Creative Wonders[en].[204][205] У жовтні 1997 року EA та ABC продали Creative Wonders компанії The Learning Company[en] за $40 млн.[206]
- EA Sports Big — підрозділ, що існував з 2000 по 2008 рік і спеціалізувався на спортивних аркадах.
- EA Sports Freestyle — короткочасна заміна EA Sports Big, що існувала з 2008 по 2009 рік і зосереджувалася виключно на казуальних спортивних іграх, незалежно від жанру. Пізніше аркадні та екстремальні спортивні ігри, випущені EA, такі як SSX (2012), NFL Blitz (2012)[en], NBA Jam (2010)[en] і серія Skate[en], використовували бренди EA Sports або EA.[30]
- Electronic Arts Studios
- EA Games — підрозділ, який використовувався для випуску не спортивних ігор у період з 2000 по 2005 рік. У 2005 році цей бренд було скасовано, і всі не спортивні ігри почали випускатися під загальним брендом EA.